# 我的奋斗 (克瑙斯高)
《我的奋斗》（挪威語：Min kamp）是挪威作家卡尔·奥韦·克瑙斯高撰写的六卷本自传小说，出版于2009年至2011年间。

## 简介
《我的奋斗》是卡尔·奥弗·克瑙斯高的六卷本自传小说，描述了他“生活的平庸和羞辱”，私人乐趣以及黑暗思想。该系列的第一部出版于2009年。 它在挪威已售出50万本，相当于每九个挪威人就有一人读过《我的奋斗》，目前已经被翻译成22种语言。该系列长达3600页，直到作者四十多岁才完成的。
虽然被归类为小说，但小说主角就是克瑙斯高自己，配角則包括了他的亲戚，他们的名字大多没有匿名，导致他的一些亲戚公开声明反对他们被纳入克瑙斯高的作品。

## 寫作過程
当他费心费劲地撰写一本关于自己与父亲关系的小说时，克瑙斯高于2008年初有了新想法：不要写得那么文艺而高雅，而是“平淡地写自己的生活”。 他撰写的主要目的是为了克服他在写另一部小说过程中遇到的障碍，当时以为没有几个人会对这部小说有兴趣。
克瑙斯高每天会打电话给他的朋友安格尔·厄于加倫（Angell Øygarden）并朗读自己的作品。厄于加倫认为克瑙斯高需要动力才能坚持写作，并且克瑙斯高也认为厄于加倫对创作过程至关重要。安格尔·厄于加倫最终听了5000页的小说，并提出了自认为完美的书名。
在写第一部书时，克瑙斯高直到在写到他祖母的段落暂停思考时才意识到，他从来没有考虑到他如此坦率地谈论自己的亲戚关系将造成什么后果。在出版之前，他将第一本书分发给其中十位最关键的人物，并提议更改他们的名字。他的兄弟和母亲没有反对，但他的父亲那边的亲戚试图为了阻止出版进行法律干预，认为“这一本小说里面有含沙射影的表述，充斥谎言，虚构人物特征，以及捏造事实”。 克瑙斯高当时很害怕，但他并没有因此放弃，而是修正了一些错误，更改了一些名字，删除了一个人。在还没有满足所有请求的情况下，他仍然出版了这本书。 他后来承认他还是有其他选择，但他当时已下定决心“无论如何”一定要出版，为自己过去的决定感到愧疚，但现在承认也只是“懦弱”的表现。 当克瑙斯高的妻子读完他的第一本书时陷入抑郁症。 他补充道，他现在不能再出版这本书，但当时由于他处于绝望的境地，必须出版这本书。
当出版第一本书时，克瑙斯高已经写完了前两卷。他当时计划在那一年内写完六卷，为了达到目标以及克服脑闭塞，决定在严格期限内进行写作。
这本书的发行开始引起媒体的狂热，记者在追踪这部小说的人物，很快就找到了他的家人，因为他们是挪威唯一姓克瑙斯高的家族。克瑙斯高躲藏起来，拒绝媒体曝光，每天继续写作。每天除了接送孩子外几乎整天都在工作，可以写20页。有一次他一时兴起在24小时内快速写完一篇长达50页的部分关于他与妻子起初相遇时的情景。
克瑙斯高认为由于出版前几作之后一直存在争议，第三卷到第五卷受到负面影响。他在八周内写完长达550页的第五卷。第六本书有一篇长达400页的关于希特勒早期生活和自传的文章。他希望在最后一本书为了“拯救项目”而做到“毫不留情的诚实”，因此丢弃了400页，推迟了这本书，并写了关于前五卷出版的后果，包括他的妻子遭受的崩溃 导致她在此期间住院。 克瑙斯高对描写妻子的描述为“他一生中最痛苦的事”。 他的妻子虽然由于该系列的某些部分内容感到伤痛，却没有要求改写，并公开与他站在一边。
虽然他在系列的最后写道，他已完成写作，但他计划写一部新奇的小说，受到豪尔赫·路易斯·博尔赫斯和伊塔洛·卡尔维诺的影响，而不是关于他自己的生活。

## 書名
这部小说的挪威语名Min Kamp与希特勒自傳《我的奮鬥》（Mein Kampf）非常相似。这本书的编辑盖尔·格利克森（Geir Gulliksen）原本禁止克瑙斯高使用这个书名，但后来改变了主意， 因為当时克瑙斯高的英国出版社对这本书并不感兴趣。
克瑙斯高没有反对德国出版社改变德语书名的决定。德譯本各冊沒有統一的總標題，而由出版商自行命名每一冊，如第一部取名《垂死》、第二部取名《愛》。

## 主题
虽然本书的主角面临两难境地，他既要满足平凡的需求，又渴望制作不朽的艺术品，但小说试图表达的核心是：他生活的主要部分不在于艺术作品，而在于家庭生活。该系列以家庭和人际关系为中心，而非作家与其作品的关系。